# Liste der Unterrichtsmethoden
Den Didaktikern, respektive Methodikern, ist es bisher nicht gelungen, eine konsistente Taxonomie von Unterrichtsmethoden aufzustellen. Dennoch kann grob zwischen allgemeinen Prinzipien bzw. Konzepten einerseits und konkreten Unterrichtstechniken andererseits unterschieden werden. Methoden bieten ein Ganzes aus Theorie und daraus abgeleiteten Unterrichtsverfahren.
Der Soziologe und Bildungswissenschaftler Peter Baumgartner hat ein Konzept entwickelt, mit dessen Hilfe eine „Taxonomie von Unterrichtsmethoden“ erstellt werden kann. Sein Konzept baut auf dem System von Karl-Heinz Flechsig auf. Der Vorschlag stellt keine empirische Klassifikation, sondern eine Typologie dar. Er versucht, mit der Taxonomie ein Gliederungssystem zu schaffen, in das sich ausnahmslos alle Unterrichtsmethoden systematisch einordnen lassen. Dieses Gliederungssystem beinhaltet keine vollständige Liste aller Unterrichtsmethoden, sondern eine Systematik, mit deren Hilfe alle bekannten Methoden eingeordnet und dargestellt werden können.

## Unterrichtsprinzipien
Unterrichtsprinzipien sind allgemeine Vorstellungen von Unterricht, die sich in unterschiedlichen Verfahren realisieren lassen.
1. Dialogisches Lernen
2. Differenzierung
3. Entdeckendes Lernen
4. Mehrdimensionales Lernen
5. Ganzheitlichkeit
6. Handlungsorientierung
7. Inklusion
8. Kooperatives Lernen
9. Lernen durch Lehren (LdL)
10. Zielorientierung
11. Lernorientierung
12. Prozessorientierung
13. Selbstbestimmtes Lernen (dort einzelne Methoden)
14. Selbstorganisiertes Lernen (SOL)
15. Selbsttätigkeit

## Unterrichtsmethoden/Unterrichtsformen
1. Lernen durch Lehren (LdL)
2. Programmierter Unterricht
3. Projektorientierter Unterricht
4. Projektunterricht

## Unterrichtstechniken
Unterrichtstechniken dienen dazu, unterrichtliche Prinzipien in der Realität umzusetzen.
- A-B-C-Methode
- Advance Organizer
- Aktives Zuhören
- Apollo-Technik
- Beispiel-Wahl
- Blitzlicht-Methode
- Collective-Notebook
- Parlamentarisches Debattieren / Model United Nations / Parlamentssimulation
- Deliberative Demokratie / Deliberation / Deliberationsforum
- Deduktive und induktive Verfahren
- Diskussion
- Drei-Schritt-Interview
- Egg-Race
- Entscheidungsfindung / Besprechung
- Erlebnispädagogik
- Erotematik (Katechetik)
- Experiment, Versuch
- Fantasiereise
- Fragend-entwickelnder Unterricht
- Fishbowl
- Gruppenarbeit (Arbeitsorganisation) / Teamarbeit
- Gruppenpuzzle
- Impulsreferat
- Karussellgespräch (auch Kugellager, Zwiebelschale, Innenkreis-Außenkreis)
- Klassenrat
- Kreatives Schreiben
- Learning by Doing
- Lernen aus Lösungsbeispielen
- Lernen am Modell
- Lernen durch Lehren
- Lehrkunst
- Leittextmethode
- Markt der Möglichkeiten, s. a. World-Café
- Methode 635
- Microteaching
- Mind Map
- Moderation (Gruppenarbeit)
- Mystery-Methode
- Netzplantechnik/Projektplan
- Offener Unterricht
- Open Space
- Outdoortraining
- Paderborner Methode
- Papiercomputer
- Pinwandmoderation
- Planspiel
- Placemat Activity
- Portfolio
- PrimarWebQuests
- Projektunterricht, Projektwoche
- Redestabrunde
- Referat (Vortrag)
- Rollenspiel
- Rückmeldung
- Schneeball-Verfahren
- Schnitzeljagd
- Schulfahrt, Klassenfahrt, Klassenlager, Schulfreizeit, Schullandheimaufenthalt
- Selbstbestimmtes Lernen
- Selbsterfahrungsgruppe
- Stationenlernen
- Stegreiftheater, Jeux Dramatiques
- Storyline-Methode
- Storytelling
- Suggestopädie
- Survey-Feedback
- Szenario-Plan-Methode
- Szenario-Technik
- Teamteaching
- Training
- Übung
- Visualisierung
- Wandzeitung
- WebQuest
- Lehrgang („Workshop“)
- Zukunftskonferenz
- Zukunftswerkstatt

### Sozialformen
- Einzelarbeit
- Partnerarbeit
- Gruppenarbeit
- Großkreis, Plenum
- Frontalunterricht
- Großgruppenmoderation
- Lernen durch Lehren (LdL)

### Medien
Die Wahl des Mediums ist ebenfalls eine methodische Entscheidung. Geläufig sind dies
- Arbeitsblatt
- Audio, von Geräuschen bis zu Hörspielen, insbesondere im Fremdsprachenunterricht
- Bild, als Folie für den Tageslichtprojektor oder als Plakat
- digitale Präsentation
- Flipchart
- Interaktives Whiteboard
- Pinnwand
- Schreibtafel (Medium) bzw. Tafelbild (Verwendung)
- Schulbuch
- Video

## Belege
1. ↑  Peter Baumgartner: Taxonomie von Unterrichtsmethoden: ein Plädoyer für didaktische Vielfalt. 2., aktual. und korr. Aufl.,  Waxmann Verl., Münster u. a. 2014, ISBN 978-3-8309-3186-7.